# Tom Grummett
Thomas "Tom" Grummett (Saskatoon, 1959) é um escritor e desenhista quadrinhos (pt: banda desenhada). Nascido no Canadá, Grummett é mais conhecidos pelo seu trabalho como escritor de títulos como The New Titans, Adventures of Superman, Superboy, Power Company, Robin, New Thunderbolts e Heroes.
Grummett, em parceria com o também escritor Karl Kesel, foi responsável pela criação do moderno Superboy (Kon-El) em Adventures of Superman #501 em 1993. Como artista ele desenhou partes de dois dos maiores eventos da DC Comics: A Morte do Superman e Batman: Knightfall.
Recentemente, Grummett, concluiu seu trabalho como desenhista na série Thunderbolts, ao lado do escritor Fabian Nicieza e do colorista Gary Erskine.